# Turecká líska v Českém Těšíně
Turecká líska v Českém Těšíně, je památná soliterní líska turecká (Corylus colurna L.) rostoucí v parčíku ve Smetanově ulici, v centru města, nedaleko česko-polské státní hranice v Českém Těšíně v okrese Karviná. Geograficky se nachází na levém břehu řeky Olše v pohoří Podbeskydská pahorkatina na Těšínsku v Horním Slezsku a v Moravskoslezském kraji.

## Historie a popis stromu
Podle údajů z roku 1992:
| Počet:                        | 1                                           |
| Obvod kmene ve výčetní výšce: | 3,30 m                                      |
| Výška stromu:                 | 23,0 m                                      |
| Ochranné pásmo:               | vyhlášené dle zákona - kruh o poloměru 12 m |
| Datum prvního vyhlášení:      | 24. srpna 1992                              |

## Další informace
Místo je celoročně volně přístupné. Společně s blízkými Červenými buky v Českém Těšíně patří mezi nejdéle chráněné památné stromy Českého Těšína.